# Michał Barwiołek
Michał Barwiołek (ur. 15 października 1895 w Tymowej, zm. 11–13 maja 1940 w Katyniu) – polski działacz niepodległościowy, uczestnik I wojny światowej i wojny polsko-bolszewickiej, chorąży Wojska Polskiego, kawaler Orderu Virtuti Militari, ofiara zbrodni katyńskiej.

## Życiorys
Syn Jakuba i Agaty z Niesiołów. W 1908 w rodzinnej miejscowości ukończył cztery klasy szkoły powszechnej, a później „pozostawał przy rodzicach”.
Od 1912 należał do Związku Strzeleckiego. Od 24 sierpnia 1914 uczestniczył w I wojnie światowej w szeregach 3 pułku piechoty Legionów Polskich. Awansował od stopnia legionisty do sierżanta. Brał udział w bitwie pod Łużnami i Rarańczą. Był dwukrotnie ranny. Następnie od 1 listopada 1918 żołnierz 4 pułku piechoty Legionów, skąd 26 marca 1919 został przeniesiony do 3 pp Leg. Jako dowódca plutonu ckm brał udział w wojnie polsko-ukraińskiej oraz wojnie polsko-bolszewickiej. Został trzykrotnie ranny, m.in. pod Nowogródkiem. 18 grudnia 1920 na własną prośbę, został przeniesiony do rezerwy. W okresie od 16 lutego 1921 do 30 września 1928 służył w Policji Państwowej. 

17 maja 1922 odznaczono go orderem wojskowym „Virtuti Militari” V klasy, a we wniosku o jego nadanie, czytamy m.in.:

W ofensywie Legionów nad Prutem w 1915 r., podczas ataku pod Zadobrówką, jako celowniczy skutecznym ogniem atakował nieprzyjaciela zadającego duże straty legionistom. Mimo strat w obsłudze kaem pod ogniem zmienił stanowisko i skutecznym ogniem flankowym zmusił nieprzyjacielskie kaemy do milczenia, przyczyniając się w dużej mierze do wykonania zadania bojowego przez 3 pp Leg.

W okresie międzywojennym pełnił służbę w 28 pułku piechoty i ponownie w 3 pp Leg., gdzie pełnił funkcję szefa kompanii, instruktora i szefa kancelarii batalionu. W 1939 awansowany do stopnia chorążego.
Podczas kampanii wrześniowej, po agresji ZSRR na Polskę w nieznanych okolicznościach dostał się do niewoli sowieckiej. Początkowo od 17 września 1939 i 21 października przebywał w obozie kozielszczańskim, a 2 listopada 1939 został wysłany do obozu jenieckiego w Kozielsku, gdzie przybył dwa dni później. Między 10 a 11 maja 1940 został przekazany do dyspozycji naczelnika Zarządu NKWD Obwodu Smoleńskiego – lista wywózkowa 054/3 z 5 maja 1940. Został zamordowany między 11 a 13 maja 1940 w Katyniu przez funkcjonariuszy Obwodowego Zarządu NKWD w Smoleńsku oraz pracowników NKWD przybyłych z Moskwy na mocy decyzji Biura Politycznego KC WKP(b) z 5 marca 1940. Ofiary tej zbrodni grzebano w bezimiennych mogiłach zbiorowych, gdzie od 28 lipca 2000 mieści się oficjalnie Polski Cmentarz Wojenny w Katyniu. W miejscu tym prowadzone były ekshumacje i prace archeologiczne, jednak Michał Barwiołek nie został zidentyfikowany. W Archiwum Robla wymieniony we wpisach z 17 i 21 października 1939 oraz 2 stycznia 1940, a także w niedatowanej liście znalezionej przy szczątkach Jana Kamińskiego (pakt 01970-04, 07, 12).
Postanowieniem nr 112-49-07 Prezydenta RP Lecha Kaczyńskiego z 5 października 2007 został pośmiertnie mianowany na stopień podporucznika. Awans został ogłoszony 10 listopada 2007 w Warszawie, w trakcie uroczystości „Katyń Pamiętamy – Uczcijmy Pamięć Bohaterów”.
Był żonaty ze Stanisławą z Czajkowskich, z którą miał troje dzieci: Krystynę Urszulę, Edmunda Zbigniewa i Kazimierza.

## Ordery i odznaczenia
- Krzyż Srebrny Order Wojskowego Virtuti Militari nr 7456 – 17 maja 1922[5][1]
- Krzyż Niepodległości – 6 czerwca 1931 „za pracę w dziele odzyskania niepodległości”[15][1][3]
- Krzyż Walecznych czterokrotnie[3]
- Brązowy Krzyż Zasługi[3]
- Medal Pamiątkowy za Wojnę 1918–1921[1]
- Medal Dziesięciolecia Odzyskanej Niepodległości[1]
- Krzyż Kampanii Wrześniowej – pośmiertnie, 1 stycznia 1986[16]
- Odznaka za Rany i Kontuzje z trzema gwiazdkami

## Upamiętnienie
13 kwietnia 2016, w ramach akcji „Katyń... pamiętamy” / „Katyń... Ocalić od zapomnienia”, w ogrodzie Pałacu Prezydenckiego został zasadzony Dąb Pamięci poświęconego wszystkim Ofiarom Zbrodni Katyńskiej, certyfikat z numerem 1.